# مستر ساتان

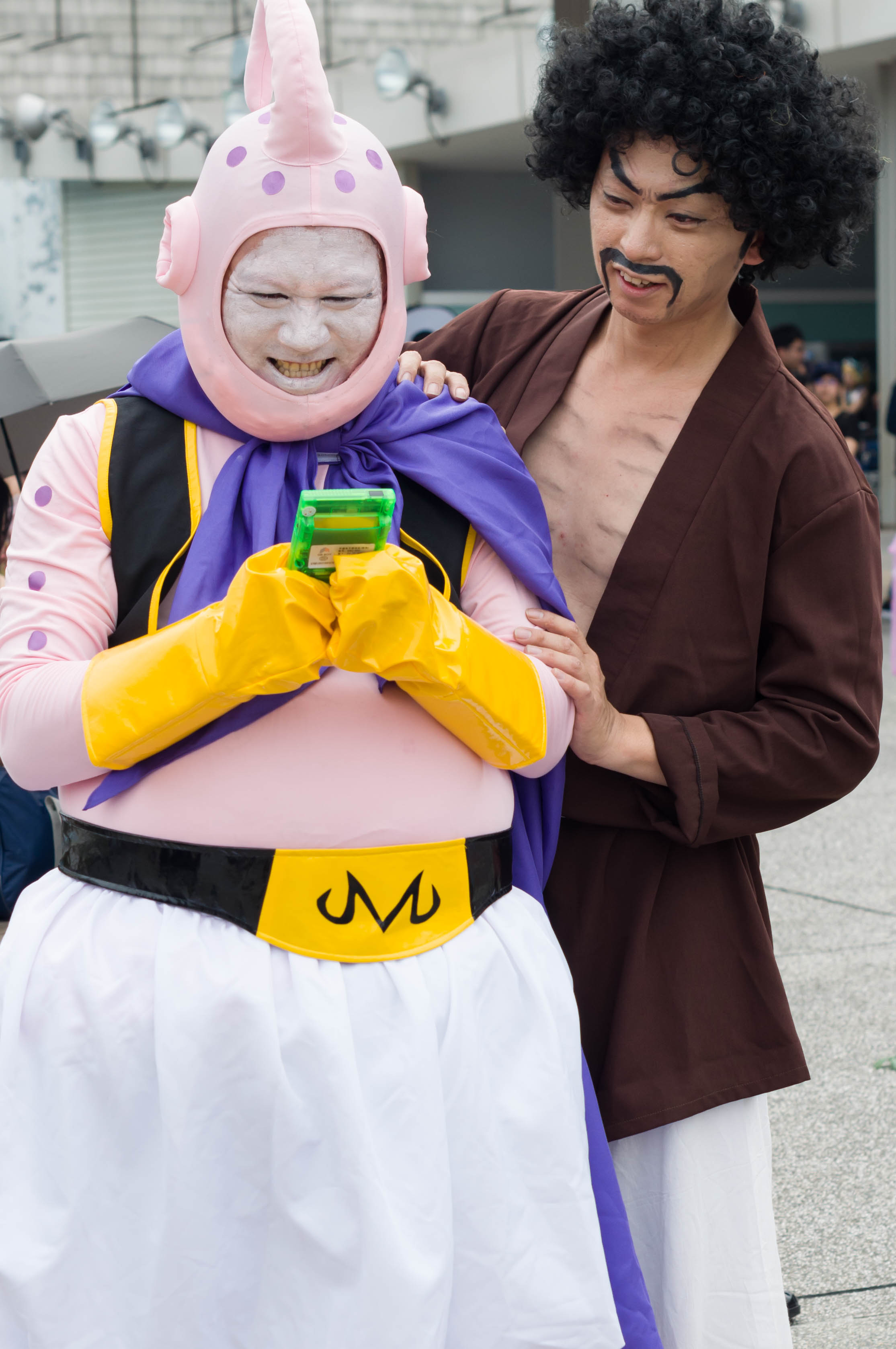

مستر ساتان (باليابانية: ミスター・サタン، بالروماجي: Mister Satan)، شخصية خيالية من عالم مانغا دراغون بول وبطل العالم في الفنون القتالية. يُعرف بحامي الأرض. سُمِّيت مدينته بالمانغا باسمه.
من الجدير بالذكر أنّ طاقته تبلغ 7 كي وهي طاقة منخفضة جدًا مقارنة بمقاتلي زد الا انها مرتفعة جدًا مقارنة بالبشر.
ظهر ساتان للمرة الأولى في ساحة سل.
ساتان يعتبر شخصية كوميدية حيث دائمًا ما يتم إلقائه لخوض المعارك ظنًّا من الناس بقوته.
ساتان هو أب فيديل وحماة سون غوهان وجد بان.